# Unified display interface
Unified display interface, UDI, var en tänkt standard för överföring av bild från en dator till en bildskärm. Standarden utvecklades och stöddes av bl.a. Apple, Intel, LG, Samsung och nVidia. UDI var bakåtkompatibel med DVI och HDMI. UDI förväntades kunna stödja upplösningar upp till och med 2560x1600 pixlar. Formatet hade en konkurrent med namnet DisplayPort som har stöd av bl.a. Dell, ATi och HP. Skillnaderna mellan de bägge formaten ligger främst i att UDI var bakåtkompatibel medan DisplayPort har stöd för överföring av ljudinformation vilket UDI saknar om inte tillverkaren har licensierat användandet av HDMI.
Den främsta utvecklaren av UDI, Intel, har 2007 stoppat all utveckling och stödjer DisplayPort.